# Comer
Comer és una població dels Estats Units a l'estat de Geòrgia. Segons el cens del 2000 tenia 1.052 habitants.

## Demografia
Segons el cens del 2000, Comer tenia 1.052 habitants, 391 habitatges, i 251 famílies. La densitat de població era de 127,7 habitants per km².
Dels 391 habitatges en un 29,7% hi vivien nens de menys de 18 anys, en un 46,5% hi vivien parelles casades, en un 16,4% dones solteres, i en un 35,8% no eren unitats familiars. En el 32% dels habitatges hi vivien persones soles el 15,9% de les quals corresponia a persones de 65 anys o més que vivien soles. El nombre mitjà de persones vivint en cada habitatge era de 2,37 i el nombre mitjà de persones que vivien en cada família era de 3,04.
Per edats la població es repartia de la següent manera: un 22,7% tenia menys de 18 anys, un 5,8% entre 18 i 24, un 25% entre 25 i 44, un 22,2% de 45 a 60 i un 24,2% 65 anys o més.
L'edat mediana era de 43 anys. Per cada 100 dones de 18 o més anys hi havia 70,1 homes.
La renda mediana per habitatge era de 27.059 $ i la renda mediana per família de 40.750 $. Els homes tenien una renda mediana de 33.333 $ mentre que les dones 22.969 $. La renda per capita de la població era de 17.742 $. Entorn del 12,4% de les famílies i el 16% de la població estaven per davall del llindar de pobresa.

## Poblacions més properes
El següent diagrama mostra les poblacions més properes.